# Gran Premio di Spagna 2006
Il Gran Premio di Spagna 2006 è stata la sesta prova della stagione 2006 del campionato mondiale di Formula 1. La gara si è tenuta domenica 14 maggio sul circuito di Catalogna a Montmeló ed è stata vinta dallo spagnolo Fernando Alonso su Renault, all'undicesimo successo in carriera; Alonso ha preceduto all'arrivo il tedesco Michael Schumacher su Ferrari e il suo compagno di squadra, l'italiano Giancarlo Fisichella.

## Prove

### Risultati
Nella prima sessione del venerdì si è avuta questa situazione:
| Pos | Nº | Pilota             | Costruttore       | Tempo    | Gap    | Giri |
| --- | -- | ------------------ | ----------------- | -------- | ------ | ---- |
| 1   | 6  | Felipe Massa       | Ferrari           | 1'15"796 |        | 4    |
| 2   | 5  | Michael Schumacher | Ferrari           | 1'16"099 | +0"303 | 4    |
| 3   | 35 | Alexander Wurz     | Williams-Cosworth | 1'16"125 | +0"329 | 21   |

Nella seconda sessione del venerdì si è avuta questa situazione:
| Pos | Nº | Pilota           | Costruttore | Tempo    | Gap    | Giri |
| --- | -- | ---------------- | ----------- | -------- | ------ | ---- |
| 1   | 36 | Anthony Davidson | Honda       | 1'16"533 |        | 38   |
| 2   | 37 | Robert Doornbos  | RBR-Ferrari | 1'16"824 | +0"291 | 29   |
| 3   | 1  | Fernando Alonso  | Renault     | 1'16"860 | +0"327 | 16   |

Nella sessione del sabato mattina si è avuta questa situazione:
| Pos | Nº | Pilota               | Costruttore | Tempo    | Gap    | Giri |
| --- | -- | -------------------- | ----------- | -------- | ------ | ---- |
| 1   | 5  | Michael Schumacher   | Ferrari     | 1'15"658 |        | 14   |
| 2   | 2  | Giancarlo Fisichella | Renault     | 1'15"707 | +0"049 | 14   |
| 3   | 16 | Nick Heidfeld        | BMW Sauber  | 1'16"057 | +0"399 | 13   |

## Qualifiche

### Resoconto
La prima sessione di qualifiche si fa subito interessante, con l'eliminazione di uno dei due veterani: David Coulthard, infatti, non fa segnare un tempo di qualifica e si schiera dietro a tutti. A salvarsi dei tre team "inferiori" è ancora una volta l'italiano Vitantonio Liuzzi, sulla Toro Rosso.
La seconda sessione vede l'eliminazione di un altro protagonista: il colombiano Juan Pablo Montoya, con il dodicesimo tempo. Insieme al sudamericano vengono eliminati anche Mark Webber, Nico Rosberg, Jacques Villeneuve, Christian Klien, al sedicesimo posto, Vitantonio Liuzzi.
Sono le Renault a farla da padrone. Infatti i due della scuderia francese si piazzano in prima fila, distanziati di 61 millesimi. Inutili i tentativi di Schumacher e Massa, finiti in seconda fila, che vengono distanziati di 3 e 7 decimi per uno. Ottima prestazione per le Toyota, con Ralf Schumacher sesto e Trulli settimo, mentre ad uscire deluso è sicuramente il vicecampione 2005, Kimi Räikkönen, nono sullo schieramento.

### Risultati
Nella sessione di qualifica si è avuta questa situazione:
| Pos | Nº | Pilota               | Costruttore       | Q1          | Q2       | Q3       | Griglia |
| --- | -- | -------------------- | ----------------- | ----------- | -------- | -------- | ------- |
| 1   | 1  | Fernando Alonso      | Renault           | 1'15"816    | 1'15"124 | 1'14"648 | 1       |
| 2   | 2  | Giancarlo Fisichella | Renault           | 1'16"046    | 1'14"766 | 1'14"709 | 2       |
| 3   | 5  | Michael Schumacher   | Ferrari           | 1'16"049    | 1'14"637 | 1'14"970 | 3       |
| 4   | 6  | Felipe Massa         | Ferrari           | 1'16"359    | 1'15"245 | 1'15"442 | 4       |
| 5   | 11 | Rubens Barrichello   | Honda             | 1'16"266    | 1'15"258 | 1'15"885 | 5       |
| 6   | 7  | Ralf Schumacher      | Toyota            | 1'16"234    | 1'15"164 | 1'15"885 | 6       |
| 7   | 8  | Jarno Trulli         | Toyota            | 1'16"174    | 1'15"068 | 1'15"976 | 7       |
| 8   | 12 | Jenson Button        | Honda             | 1'16"054    | 1'15"150 | 1'16"008 | 8       |
| 9   | 3  | Kimi Räikkönen       | McLaren-Mercedes  | 1'16"613    | 1'15"422 | 1'16"015 | 9       |
| 10  | 16 | Nick Heidfeld        | BMW Sauber        | 1'16"322    | 1'15"468 | 1'17"144 | 10      |
| 11  | 9  | Mark Webber          | Williams-Cosworth | 1'16"685    | 1'15"502 | N.D.     | 11      |
| 12  | 4  | Juan Pablo Montoya   | McLaren-Mercedes  | 1'16"195    | 1'15"801 | N.D.     | 12      |
| 13  | 10 | Nico Rosberg         | Williams-Cosworth | 1'17"213    | 1'15"804 | N.D.     | 13      |
| 14  | 17 | Jacques Villeneuve   | BMW Sauber        | 1'16"066    | 1'15"847 | N.D.     | 22      |
| 15  | 15 | Christian Klien      | RBR-Ferrari       | 1'16"627    | 1'15"928 | N.D.     | 14      |
| 16  | 20 | Vitantonio Liuzzi    | STR-Cosworth      | 1'17"105    | 1'16"661 | N.D.     | 15      |
| 17  | 21 | Scott Speed          | STR-Cosworth      | 1'17"361    | N.D.     | N.D.     | 16      |
| 18  | 18 | Tiago Monteiro       | MF1-Toyota        | 1'17"702    | N.D.     | N.D.     | 17      |
| 19  | 19 | Christijan Albers    | MF1-Toyota        | 1'18"024    | N.D.     | N.D.     | 18      |
| 20  | 22 | Takuma Satō          | Super Aguri-Honda | 1'18"920    | N.D.     | N.D.     | 19      |
| 21  | 23 | Franck Montagny      | Super Aguri-Honda | 1'20"763    | N.D.     | N.D.     | 20      |
| 22  | 14 | David Coulthard      | RBR-Ferrari       | senza tempo | N.D.     | N.D.     | 21      |

In grassetto sono indicate le migliori prestazioni in Q1, Q2 e Q3.

## Gara

### Resoconto
Alla partenza le Renault scattano in testa, e ci rimangono fino al diciassettesimo giro, quando si fermano prima Fernando Alonso, poi Giancarlo Fisichella. In quel momento balza in testa Michael Schumacher, che mantiene la vetta fino alla sua sosta, al 23º giro. Il tedesco rientra dietro a Fisichella, ma riesce a superarlo dopo pochi giri e ad avvicinarsi ad Alonso. La seconda sosta dell'asturiano avviene al quarantesimo giro, e Schumacher passa davanti. Inizia a spingere e fa anche il suo giro più veloce, preceduto da Felipe Massa, che segna il giro più veloce della gara (1'16"648), il primo della sua carriera. Al rientro di Schumacher, Alonso ritorna in testa e ci rimarrà fino alla fine della gara, il quale ottiene la prima vittoria casalinga.

### Risultati
I risultati del Gran Premio sono i seguenti:
| Pos | Nº | Pilota               | Costruttore       | Giri | Tempo/Ritiro    | Griglia | Punti |
| --- | -- | -------------------- | ----------------- | ---- | --------------- | ------- | ----- |
| 1   | 1  | Fernando Alonso      | Renault           | 66   | 1h26'21"759     | 1       | 10    |
| 2   | 5  | Michael Schumacher   | Ferrari           | 66   | +18"502         | 3       | 8     |
| 3   | 2  | Giancarlo Fisichella | Renault           | 66   | +23"951         | 2       | 6     |
| 4   | 6  | Felipe Massa         | Ferrari           | 66   | +29"859         | 4       | 5     |
| 5   | 3  | Kimi Räikkönen       | McLaren-Mercedes  | 66   | +56"875         | 9       | 4     |
| 6   | 12 | Jenson Button        | Honda             | 66   | +58"347         | 8       | 3     |
| 7   | 11 | Rubens Barrichello   | Honda             | 65   | +1 giro         | 5       | 2     |
| 8   | 16 | Nick Heidfeld        | BMW Sauber        | 65   | +1 giro         | 10      | 1     |
| 9   | 9  | Mark Webber          | Williams-Cosworth | 65   | +1 giro         | 11      |       |
| 10  | 8  | Jarno Trulli         | Toyota            | 65   | +1 giro         | 7       |       |
| 11  | 10 | Nico Rosberg         | Williams-Cosworth | 65   | +1 giro         | 13      |       |
| 12  | 17 | Jacques Villeneuve   | BMW Sauber        | 65   | +1 giro         | 22      |       |
| 13  | 15 | Christian Klien      | RBR-Ferrari       | 65   | +1 giro         | 14      |       |
| 14  | 14 | David Coulthard      | RBR-Ferrari       | 65   | +1 giro         | 21      |       |
| 15  | 20 | Vitantonio Liuzzi    | STR-Cosworth      | 63   | Idraulica       | 15      |       |
| 16  | 18 | Tiago Monteiro       | MF1-Toyota        | 63   | +3 giri         | 17      |       |
| 17  | 22 | Takuma Satō          | Super Aguri-Honda | 62   | +4 giri         | 19      |       |
| Rit | 19 | Christijan Albers    | MF1-Toyota        | 48   | Ala danneggiata | 18      |       |
| Rit | 21 | Scott Speed          | STR-Cosworth      | 47   | Motore          | 16      |       |
| Rit | 7  | Ralf Schumacher      | Toyota            | 31   | Elettronica     | 6       |       |
| Rit | 4  | Juan Pablo Montoya   | McLaren-Mercedes  | 17   | Testacoda       | 12      |       |
| Rit | 23 | Franck Montagny      | Super Aguri-Honda | 10   | Trasmissione    | 20      |       |

## Classifiche mondiali

### Piloti
| Pos | Pilota               | Punti |
| --- | -------------------- | ----- |
| 1   | Fernando Alonso      | 54    |
| 2   | Michael Schumacher   | 39    |
| 3   | Kimi Räikkönen       | 27    |
| 4   | Giancarlo Fisichella | 24    |
| 5   | Felipe Massa         | 20    |
| 6   | Jenson Button        | 16    |
| 7   | Juan Pablo Montoya   | 15    |
| 8   | Rubens Barrichello   | 8     |
| 9   | Ralf Schumacher      | 7     |
| 10  | Nick Heidfeld        | 6     |
| 11  | Mark Webber          | 6     |
| 12  | Jacques Villeneuve   | 6     |
| 13  | Nico Rosberg         | 4     |
| 14  | David Coulthard      | 1     |
| 15  | Christian Klien      | 1     |

### Costruttori
| Pos | Costruttore       | Punti |
| --- | ----------------- | ----- |
| 1   | Renault           | 78    |
| 2   | Ferrari           | 59    |
| 3   | McLaren-Mercedes  | 42    |
| 4   | Honda             | 24    |
| 5   | BMW Sauber        | 12    |
| 6   | Williams-Cosworth | 10    |
| 7   | Toyota            | 7     |
| 8   | RBR-Ferrari       | 2     |